# محمد شول
محمد شول (بالتركية: Mehmet Scholl) من مواليد 16 أكتوبر 1970 في كارلسروه في ألمانيا، لاعب كرة قدم ألماني سابق من أصول تركية.
بدأ مسيرته الكروية مع نادي كارلسروه في عام 1989، ولعب معهم حتى سنة 1992، وشارك معهم في 58 مباراة وسجل 11 هدف، وفي سنة 1992 انتقل إلى نادي بايرن ميونخ واعتزل اللعب سنة 2007.
و قد لعب مع منتخب ألمانيا لكرة القدم بين عامي 1995 و2002، وشارك معهم في 36 مباراة وسجل 8 أهداف.
ويجدر بالذكر ان شول قد ساهم في احياء الكره الالمانيه وقد قدم الكثير لبايرن ميونخ فقد كسب معهم عدة بطولات منها 8 مرات الدوري الألماني و 5 مرات كأس ألمانيا ودوري ابطال أوروبا في 2001.
لقد كانت وداعية شول مؤثره للغايه لدرجة ان هولي هونيس المدير العام للبايرن اجهش بالبكاء وقد سجل هدف جميل في اخر مبارياته
والجدير بالذكر ان شول في الوقت الحالي يشرف على تدريب بايرن ميونخ في الدرجة الثالثة
و يرجع أصل اللاعب محمد شول إلى تركيا.

## روابط خارجية
- محمد شول على موقع IMDb (الإنجليزية)
- محمد شول على موقع ميوزك برينز (الإنجليزية)
- محمد شول على موقع أول ميوزيك (الإنجليزية)
- محمد شول على موقع ديسكوغز (الإنجليزية)
- محمد شول على موقع قاعدة بيانات الفيلم (الإنجليزية)
- محمد شول على موقع كينوبويسك (الروسية)
- محمد شول على موقع الاتحاد الدولي (مؤرشف)  (الإنجليزية)
- محمد شول على موقع الاتحاد الأوربي (الإنجليزية)
- محمد شول على موقع قاعدة بيانات كرة القدم.إي يو (الإنجليزية)
- محمد شول على موقع بيانات كرة القدم. دي إي (الألمانية)
- محمد شول على موقع ليكيب (الفرنسية)
- محمد شول على موقع ناشيونال فوتبول تيمز (الإنجليزية)
- محمد شول على موقع عالم كرة القدم.نت (الإنجليزية)
- محمد شول على موقع كووورة